# ویجی ستوپاتی
ویجی ستوپاتی (به انگلیسی: Vijay Sethupathi) (زاده ۱۶ ژانویهٔ ۱۹۷۸) بازیگر و تهیه‌کننده هندی است.
از کارهای معروف او می‌توان به بازی در فیلم جوان اشاره کرد.

## فیلم‌شناسی
فهرست برخی از فیلم‌هایی که ویجی ستوپاتی در آن‌ها به ایفای نقش پرداخته است:
- جعلی (مجموعه تلویزیونی)
- من قدیس نیستم-۲۰۱۰
- پیتزا-۲۰۱۲
- قلب یخی-۲۰۱۴
- من هم یک یاغی هستم-۲۰۱۵
- عشق هم باید بگذرد-۲۰۱۶
- دارما دوری-۲۰۱۶
- ویکرام ودها-۲۰۱۷
- آسمان سرخ زرشکی-۲۰۱۸
- اوباش-۲۰۱۹
- سوپر لوکس-۲۰۱۹
- زنده باد ناراسیما ردی-۲۰۱۹
- مستر-۲۰۲۰
- سود-۲۰۲۱
- دو عشق در یک نسیم-۲۰۲۲
- ویکرام-۲۰۲۲
- مایکل-۲۰۲۳
- جوان-۲۰۲۳
- کریسمس مبارک-۲۰۲۴